# Нечаев, Пётр Иванович
Пётр Иванович Нечаев (1842—1905) — русский публицист и педагог; действительный статский советник (1889).

## Биография
Родился 1 октября 1842 года в селе Тесово, Смоленской губернии, где его отец занимал место диакона. Первоначальное образование получил в Вяземском духовном училище, среднее — в Смоленской духовной семинарии, по окончании курса которой он был отправлен казённым стипендиатом в Санкт-Петербургскую духовную академию. После окончания академии в 1867 году был сначала библиотекарем, а затем — преподавателем церковной истории в академии. По представлении диссертации на тему «Пиэтизм и его историческое значение», он был удостоен Советом академии учёной степени магистра богословия.
В 1870 году состоялось избрание его инспектором Санкт-Петербургской семинарии, где он стал преподавать «Практическое руководство для пастырей» — предмет, не имевший тогда ещё ни учебника, ни определённой программы. Плодом многолетней учебной практики и кабинетных трудов П. И. Нечаева явились его сочинения: «Учебник по практическому руководству для пастырей» (1884) и «Практическое руководство для священнослужителей, или систематическое изложение полного круга их обязанностей и прав» (1884), удостоенное Макарьевской премии.
Наряду с педагогической деятельностью, П. И. Нечаев, в течение своего многолетнего инспекторства, занимался и публицистикой, в качестве постоянного сотрудника «Голоса», «Странника», «Церковного вестника» и фактического главного редактора газеты «Современность». В 1888 году последовало назначение Нечаева на должность члена-ревизора учебного комитета при Святейшем Синоде. На этой должности он оставался в течение семнадцати лет — до самой своей кончины, последовавшей 30 октября (12 ноября) 1905 года.